# Домиций Марс
Доми́ций Марс (лат. Domitius Marsus; умер между 19 и 12 годами до н. э., Римская империя) — древнеримский поэт периода поздней Республики.

## Биография
О происхождении и жизни Домиция Марса нет никаких сведений. Впрочем, его родным отцом, предположительно, мог являться Луций Насидий, помпеянец и участник гражданской войны 49—45 годов до н. э., где, по-видимому, и погиб в одном из боёв. Марс был поэтом-эпиграмматистом. До нашего времени дошло только его две эпиграммы — на поэта Бавия и эпитафия на смерть Тибулла. Эти эпиграммы входили в сборник эпиграмм под названием «Цикута». Кроме этого Домиций Марс известен как эпический поэт. Но известно только об одной эпической поэме — «Амазонки». Одновременно он писал элегии, вероятно, эротического характера, посвящённые его возлюбленной, Меланидии. Еще Домиций Марс написал прозаическую поэму «Об изяществе», о которой современники давали положительные отзывы. Марциал намекает на Марса, как на своего предшественника.